# (a, b)-Baum

Abbildung 1: (2, 4)-Baum

Der (a, b)-Baum ist eine Datenstruktur in der Informatik und Spezialfall eines Baumes speziell eines Out-Trees.
Bei einem {\displaystyle (a,b)}-Baum haben alle Teilbäume die gleiche Tiefe, und alle inneren Knoten – außer der Wurzel – haben zwischen {\displaystyle a} und {\displaystyle b} Kinder, wobei {\displaystyle a} und {\displaystyle b} natürliche Zahlen sind, die die Eigenschaft {\displaystyle 2\leq a\leq (b+1)/2} erfüllen müssen. Die Wurzel hat, falls sie kein Blatt ist, zwischen 2 und {\displaystyle b} Kinder.
Die Schlüssel und Datenelemente werden nur in den Blättern gespeichert.

## Definition
Seien {\displaystyle a,b\in \mathbb {N} } natürliche Zahlen mit {\displaystyle 2\leq a\leq (b+1)/2}. Dann ist der Out-Tree {\displaystyle T} ein {\displaystyle (a,b)}-Baum, falls gilt:
- Für innere Knoten außer der Wurzel ist {\displaystyle a\leq } Ausgangsgrad {\displaystyle \leq b}.
- Die Wurzel hat höchstens {\displaystyle b} Kinder.
- Alle Pfade von der Wurzel zu einem Blatt haben gleiche Tiefe

## Kennzeichnung der inneren Knoten
Jeder innere Knoten {\displaystyle v} besteht aus folgenden Bezeichnern:
- Sei {\displaystyle \rho _{v}} die Anzahl der Kinder von {\displaystyle v}.
- Seien {\displaystyle S_{v}[1\dots \rho _{v}]} die Kanten zu den Kindern.
- Sei {\displaystyle H_{v}[1\dots \rho _{v}-1]} eine sortierte Liste von Schlüsseln, wobei {\displaystyle H_{v}[i]} gleich dem größten Schlüssel im Teilbaum mit Wurzel {\displaystyle S_{v}[i]} ist.